# Cryptocephalus gamma
Cryptocephalus gamma је врста тврдокрилца из породице буба листара (Chrysomelidae).
Инсект је дуг 4–5 mm. Основна боја је крем или бледожута, а на покрилцима има карактеристичне црне линије. Дебље црне шаре су видљиве на пронотуму. Ноге су црвенкасто смеђе, на крајевима жућкасте или беличасте. Биљке хранитељке су поједине врсте пелина (Artemisia sp.).
Малобројни налази у Србији су сви са севера земље, a у Европи је врста присутна само на истоку континента.